# Kanton Bourg-Saint-Andéol
Kanton Bourg-Saint-Andéol (fr. Canton de Bourg-Saint-Andéol) je francouzský kanton v departementu Ardèche v regionu Rhône-Alpes. Skládá se z devíti obcí.

## Obce kantonu
- Bidon
- Bourg-Saint-Andéol
- Gras
- Larnas
- Saint-Just
- Saint-Marcel-d'Ardèche
- Saint-Martin-d'Ardèche
- Saint-Montan
- Saint-Remèze